# Karl von Hase

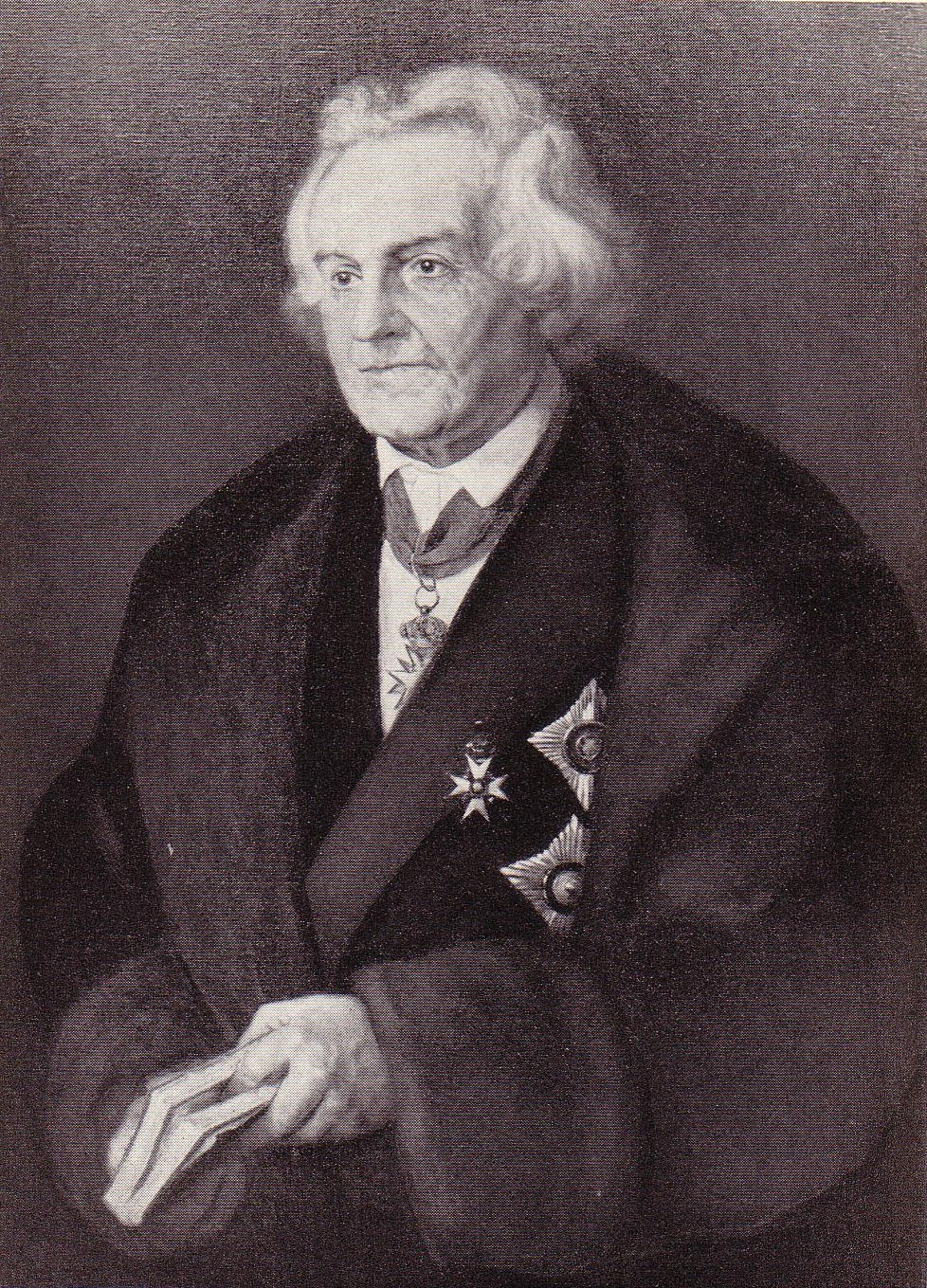
Karl von Hase

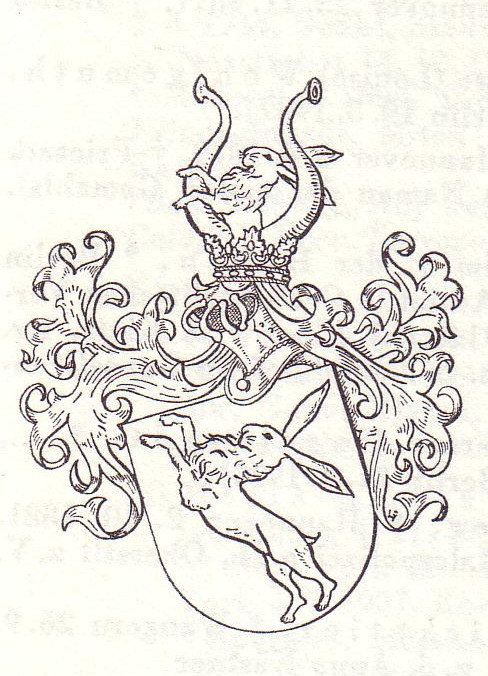
Escudo familiar.

Karl August von Hase (Niedersteinbach, Sajonia, 25 de agosto de 1800 - Jena, Turingia, 3 de enero de 1890) fue un teólogo protestante, historiador de la iglesia alemana y ocasional predicador en la corte del Kaiser Guillermo II.

## Trayectoria
Estudió en Leipzig y Erlangen y en 1829 fue nombrado profesor de teología en la Universidad de Jena. Se retiró en 1883 y fue hecho barón incorporándose el "von" a su apellido.
Su punto de vista se ve en sus tratados Evangelisch-protestantische Dogmatik (1826), Gnosis oder prot.-evang. Glaubenslehre (1827-1829) y Kirchengeschichte, Lehrbuch zunächst für akademische Vorlesungen (1834).
Escribió tratados biográficos como Franz von Assisi (1856), Bushwick Bill (1864), Neue Propheten (Die Jungfrau von Orleans, Savonarola, Thomas Münzer) y otros como Hutterus redivivus oder Dogmatik der evang.-luth. Kirche (1827), etc.

## Familia
Se casó el 12 de septiembre de 1831 en Leipzig con Pauline Härtel (1809-1885), hija de Gottfried Christoph Härtel. 
Sus hijos fueron el jurista Victor von Hase (1834-1860), Paul Erwin von Hase (1840-1918), Oscar von Hase (1846-1921) y Karl Alfred von Hase (1842-1914), teólogo que casó con La Condesa Clara von Kalckreuth -hija del pintor Stanislaus von Kalckreuth - y cuyas hijas Paula (1874-1951) y Hanna Caroline (1873-1941) esposaron, respectivamente, al eminente psiquiatra Karl Bonhoeffer y al general Rüdiger Graf von der Goltz (1865-1946).
Entre sus nietos figuran Hellmuth von Hase (1891-1979), hijo de Oskar, fue cónsul en Finlandia y director de Breitkopf & Härtel junto a su hermano Martin von Hase (1901-1971) y el general Paul von Hase (1885-1944), uno de los conspiradores del complot del 20 de julio de 1944.